# Hermann von Hatzfeldt

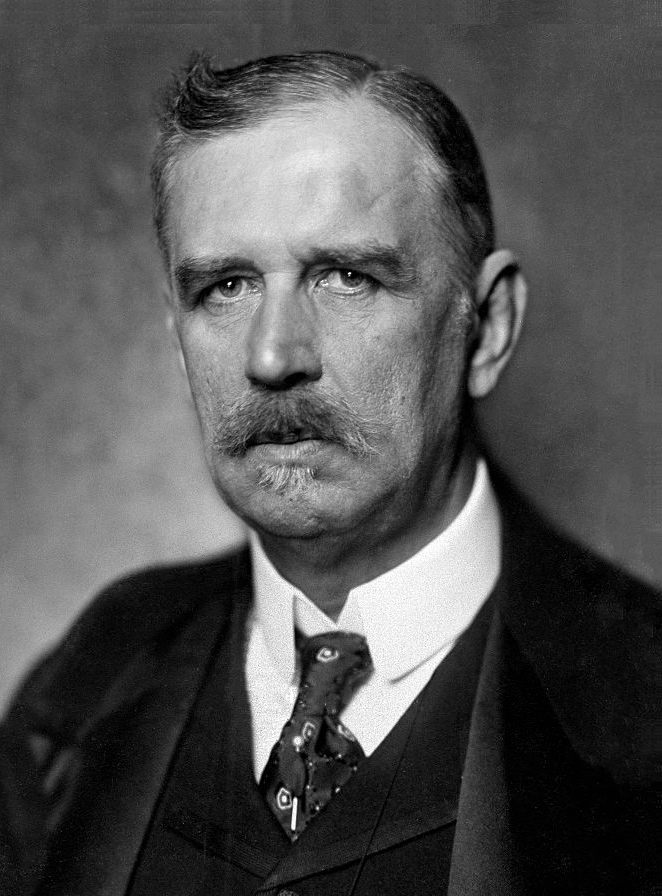
Hermann Fürst von Hatzfeldt-Trachenberg

Hermann Anton Leo Karl 3. Fürst von Hatzfeldt zu Trachenberg, ab 1900 1. Herzog zu Trachenberg (* 4. Februar 1848 in Trachenberg; † 14. Januar 1933 ebenda) war ein preußischer Politiker, Beamter und Generalmajor aus Schlesien.

## Leben
Hermann II. Hatzfeldt wurde als Sohn des katholischen 2. Fürsten von Hatzfeldt, Hermann Anton (1808–1874), und dessen zweiter, wie die erste Ehefrau protestantischer, Gemahlin Marie geb. von Nimptsch (1820–1897) auf dem Familienschloss Trachenberg in Schlesien geboren und katholisch erzogen. Nach dem Privatabitur zu Hause wurde er 1868 beim Corps Saxonia Göttingen aktiv und studierte Rechtswissenschaft an der Schlesischen Friedrich-Wilhelms-Universität Breslau und der Friedrich-Wilhelms-Universität Berlin. Danach trat er in den preußischen Justizdienst. 1870–1871 diente er als Major der Kavallerie im Deutsch-Französischen Krieg.
1874 folgte er seinem verstorbenen, 1847 exkommunizierten, Vater als Oberhaupt der Linie Hatzfeldt-Trachenberg. 1878 wurde er zum erblichen Mitglied des Preußischen Herrenhauses ernannt. Er war Vorsitzender der „Neuen Fraktion“ der Großgrundbesitzer. In den Jahren 1878/93 und 1907/12 war er für die Freikonservative Partei auch Mitglied des Reichstags. Er stimmte sowohl im Reichstag als auch im Herrenhaus gegen die preußischen Enteignungsgesetze, die gegen Polen in der Provinz Posen gerichtet waren.
Am 1. Januar 1900 wurde ihm der in Primogenitur erbliche Titel „Herzog zu Trachenberg“ verliehen. Von 1894 bis 1903 war er Oberpräsident der Provinz Schlesien.
Im Ersten Weltkrieg war Hatzfeldt ein aussichtsreicher Kandidat für das Amt des Generalgouverneurs im besetzten Kongresspolen; man entschied sich jedoch für Hans von Beseler. In Opposition zu Paul von Hindenburg und Erich Ludendorff setzte er sich für einen Verständigungsfrieden mit den Entente-Mächten ein. In den Jahren 1919 bis 1921 war er Bevollmächtigter der Reichsregierung für die Abstimmung in Oberschlesien. Seine letzten Lebensjahre widmete er karitativer Arbeit im Malteserorden.
Von 1892 bis 1919 war er der dritte Präsident des Deutschen Fischerei-Verbandes. Das besondere Interesse von Fürst Hatzfeldt galt der Entwicklung der schlesischen Teichwirtschaft. Seinen Besitz um Trachenberg zeichnete vorbildliche Fischzucht aus. Die Militscher Teiche gehören zu den größten Teichanlagen der Welt.
Kaiser Wilhelm II. verlieh ihm den Schwarzen Adlerorden am 200. Jahrestag seiner Stiftung, am 18. Januar 1901. Zu Hatzfeldts zahlreichen Auszeichnungen gehörten die höchsten Sächsischen Orden. Er war Großkreuz-Bailli des Malteserordens. Die Universität Breslau verlieh ihm die Ehrendoktorwürde der Medizin und der Rechte. 1884 wurde er Ehrenbürger von Bojanowo (bei Trachenberg), 1903 von Breslau und Königshütte.

## Familie

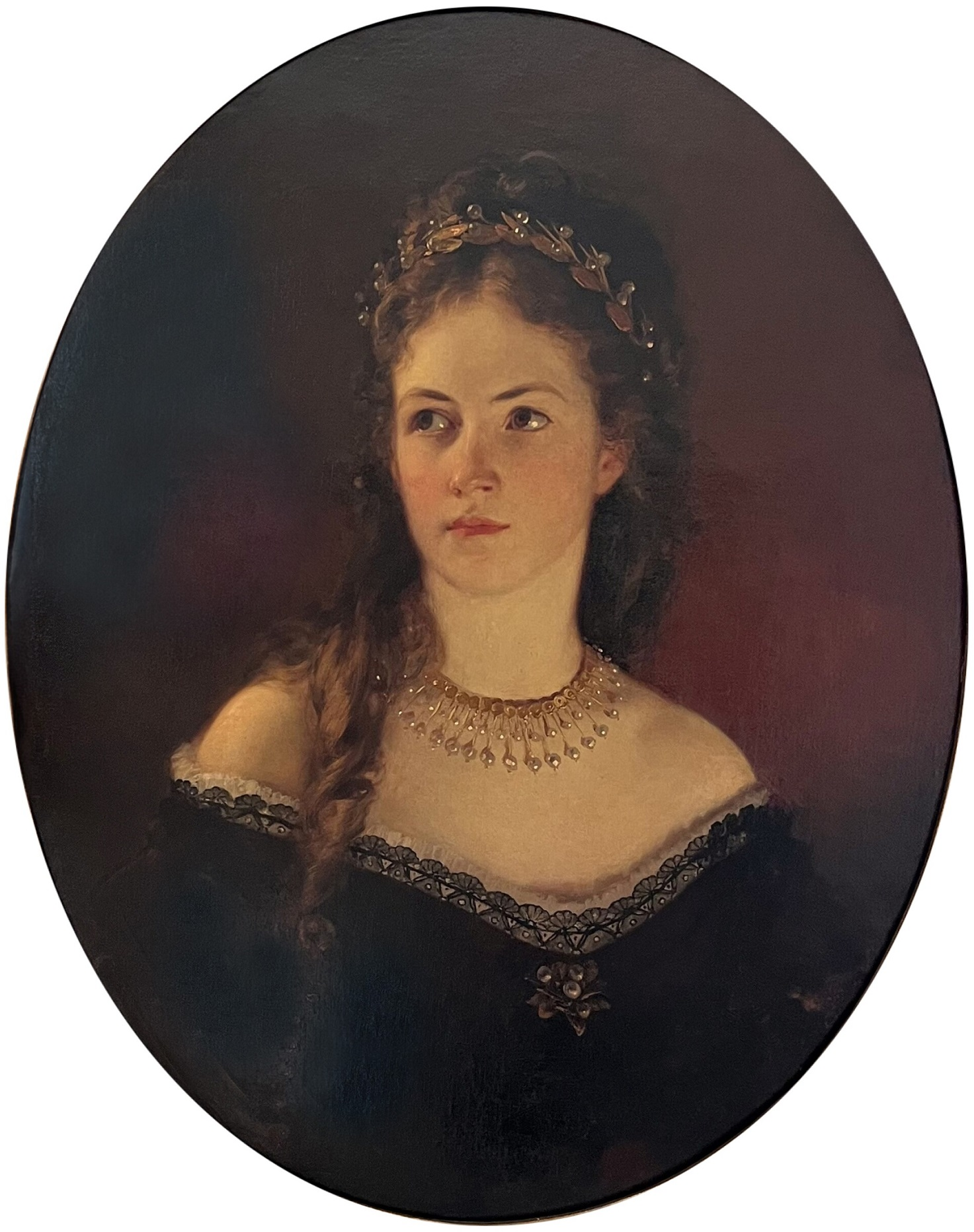
Nathalie Fürstin von Hatzfeldt, geb. Gräfin von Benckendorff

### Ehe und Nachkommen
Hatzfeldt heiratete am 18. Juni 1872 in Berlin Nathalie Gräfin von Benckendorff (* 7. September 1854 in Schandau; † 9. März 1931 in Trachenberg). Sie war die Tochter des russischen Generals Konstantin Konstantinowitsch von Benckendorff (1816–1858) und der Luise Prinzessin von Croÿ-Dülmen (1825–1890) und diente als Ober-Hofmeisterin von Kaiserin Friedrich. Nathalies älterer Bruder war Alexander von Benckendorff, der während des Ersten Weltkriegs als russischer Botschafter in London diente. Sie war außerdem eine Cousine zweiten Grades von Erzherzogin Isabella von Österreich-Teschen über die Familie ihrer Mutter. 
Das Paar hatte zwei Söhne und sieben Enkelkinder:
- Hermann Ludwig Fürst von Hatzfeldt, 2. Herzog zu Trachenberg (* 14. Januar 1874 in Gußwitz; † 24. Oktober 1959 in Baden-Baden) ⚭ Elisabeth von Tschirschky-Bögendorff (1889–1975) 
  - Hermann Krafft Prinz von Hatzfeldt (* 24. November 1912 in Brüssel; † 4. Juli 1942 in Woronesch), im Ostfeldzug gefallen.
  - Huberta Gräfin von Hatzfeldt (* 18. Oktober 1916 in Washington, D.C.; † 22. Juni 2014) ⚭ Hermann Graf von Saurma-Jeltsch (1906–1999)
  - Nathalie Gräfin von Hatzfeldt-Trachenberg-Tschirschky (* 14. Februar 1918 in Berlin; † 21. Juni 2004 in Wien)
  - Karl Heinrich Graf von Hatzfeldt (* 21. Februar 1921 in Berlin; † 17. Februar 1970 in Essen) ⚭ Heyka Zeglat (1923–1997)
  - Edmund Fürst von Hatzfeldt, 3. Herzog zu Trachenberg (* 18. November 1923 in Amsterdam; † 2. Juli 1997 in Köln) ⚭ Sophie Freiin Spies von Büllesheim (1927–2013)
  - Friedrich Graf von Hatzfeldt (* 22. Oktober 1928 in Trachenberg; † 19. März 2006 in Köln) ⚭ Maria Helene Freiin von Münchhausen (* 1933)
- Alexander Graf von Hatzfeldt zu Trachenberg (* 10. Februar 1877 in Berlin; † 27. November 1953 auf Schloss Schönstein in Wissen) ⚭ Hanna Aoki-Rhade (1879–1953)
  - Hissa Gräfin von Hatzfeldt (* 26. Februar 1906 in Pommerswitz; † 4. Juni 1985 in Salzburg) ⚭ Erwin Graf von Neipperg (1897–1957).

### Verwandte
Hermann von Hatzfeldts Schwester war
- Hermine Gräfin von Hatzfeldt (1852–1906) ⚭ (1) Eduard Teleki von Szék; (2) Emil von Hoenning O’Carroll.

Seine Halbgeschwister aus der ersten Ehe seines Vaters mit Mathilde Gräfin von Reichenbach-Goschütz, gesch. Gräfin von Götzen (1799–1858), waren:
- Stanislaus Graf von Hatzfeldt (1831–1870) ⚭ Gisela Gräfin von Dyhrn-Schönau; gefallen bei Amiens.
- Franziska Gräfin von Hatzfeldt (1833–1922) ⚭ (1) Paul von Nimptsch; (2) Walter Freiherr von Loë
- Elisabeth Gräfin von Hatzfeldt (1839–1914) ⚭ Karl Fürst zu Carolath-Beuthen.

Seine Halbschwester aus der ersten Ehe seiner Mutter mit Ludwig August von Buch (1801–1845) war
- Marie Gräfin von Schleinitz (1842–1912) ⚭ (1) Alexander von Schleinitz; (2) Anton von Wolkenstein-Trostburg.